# Pulp (groupe)
Pour les articles homonymes, voir Pulp.
Pulp est un groupe de rock britannique, originaire de Sheffield, en Angleterre. Il est composé en 1978 sous l'impulsion de Jarvis Cocker (chanteur, guitariste) qui a alors 15 ans ; il est le seul membre présent depuis le début. À l'origine, le groupe s'appelait Arabicus Pulp, terme incompréhensible rapidement raccourci en Pulp.
À l'époque de sa création, la formation fut assimilée à la new wave, à l'instar d'autres groupes issus de la scène musicale de Sheffield (Human League, etc.) Cependant, Pulp ne commence à connaître la célébrité qu'à partir du milieu des années 1990 avec l'album His 'N' Hers mais surtout Different Class, album qui devient au Royaume-Uni un véritable phénomène de société, reposant sur les textes satiriques du middle-class hero Jarvis Cocker. Leurs influences sont Scott Walker, David Bowie, The Cure, The Beatles et The Kinks.

## Biographie

### Débuts (1978–1983)
Il se compose, à l'origine, de Mark Swift aux percussions, David Lockwood à la basse, Peter Dalton à la guitare et de Jarvis Cocker au chant et à la guitare. Mais il se dissout en 1982 car tous les membres quittent l'école de Sheffield. Jarvis Cocker crée une formation de huit membres. Pulp est à nouveau dissous peu de temps après. Jarvis Cocker, à l'époque âgé de 15 ans, et son ami Peter Dalton, 14 ans, forment le groupe à la City School de Sheffield. Cocker voulait nommer son groupe en hommage au film Pulp avec Michael Caine, mais pensait qu'il serait trop court. À la place, ils décident de s'inspirer du Financial Times qui listait les types de café arabica. Cocker et Dalton finissent par se baptiser Arabicus. Cette période est marquée par la flamboyance de Jarvis, à chacune de leurs prestations. Dans l'incertitude, et le line-up instable, le jeune rockeur, qui rêve depuis tout petit de devenir une star de la pop, enregistre l'arrivée de deux nouveaux membres, avec Candida Doyle aux claviers, et son frère Magnus. Future clé de voûte de Pulp, l'ancien punk Russell Senior débarque pour redonner un coup de fouet au groupe, à la fin de l'année 1983. C'est la naissance de Pulp 3.

### Années indépendantes (1984–1991)
Une fois encore, Pulp repart de zéro en 1984, avec un quatuor composé de Cocker, Russell, Magnus et Candida, qui remplace Tim aux claviers. Après avoir expérimenté autour du post-punk, le groupe embrasse l'esthétique indie-pop, plus acoustique, qui se développe alors, au milieu des années 80. Alors que le groupe s'enfonce, malgré un contrat signé avec Fire Records, Jarvis est victime d'un grave accident, qui va tout changer : "J'ai arrêté de vivre dans un nuage". Lui et Russell se mettent enfin au travail, et malgré l'enregistrement prometteur de Freaks, en 1986, décident de congédier Magnus et Pete.
Le groupe sort enfin en 1987 l'album Freaks, après de longs mois d'attente, un disque composé avec Pulp 3. Accompagné de Candida, Russell, Nick et Steven, Jarvis peut passer à la suite, et son grand projet disco-pop, voire euro-disco qu'il a réfléchi, durant son séjour à l'hôpital.
Le succès d'estime arrivera en 1991 avec le single My Legendary Girlfriend, estimé par la presse anglaise. Le label indépendant français Rosebud sortira en 1991 l'album Separations.

### Montée commerciale (1992–1996)
En 1992, Gift Record, une sous-division de Warp Records, sort leur single Babies qui les rapproche toujours plus du succès ; Cocker réalise l'année suivante le clip du titre On d'Aphex Twin pour le compte de Warp.
Le groupe rencontre enfin le succès en 1994 avec le single Do You Remember the First Time? qui se classe numéro 33 dans les classements britanniques le 2 avril 1994 et l'album His 'N' Hers classé à la neuvième place des ventes d'albums au Royaume-Uni lors de sa sortie.
Le succès se confirmera l'année suivante, avec leur album Different Class, qui en 1995 se placera en première position des ventes de disques au Royaume-Uni et restera cinquante-et-une semaines dans le top 40. Les titres Common People et Disco 2000 y évoquent sur un ton à la fois nostalgique et désabusé (voire cynique), les relations amoureuses (l'amour et le sexe sont un thème fréquent chez Pulp), mais également d'une façon engagée les tensions entre classes sociales, et entre tous groupes humains et leurs faux-semblants. Ces deux morceaux rencontrent un grand succès : (en juin 1995, Common People se place en deuxième place des classements britanniques, et Disco 2000 septième en décembre 1995). Ainsi, Common People évoque avec ironie la visite d'une fille aisée ayant pour ambition de vivre comme le commun du peuple tandis que son père serait de toute façon présent à la moindre contrainte, ce qui est un détail irréversible pour Jarvis Cocker, qui se moque de cette hypocrisie, en faisant référence en anglais au slumming ou class tourism.
Jarvis Cocker est aussi connu pour avoir ridiculisé Michael Jackson en ruinant son show, lors des Brit Awards 1996, trouvant humoristique de monter sur scène avec une démarche ahurie alors que Michael Jackson chantait au milieu d'enfants.

### Post-séparation (2003–2010)
En 2004, Joe Jackson reprend avec William Shatner le hit Common People sur l'album de l'ex-Capitaine Kirk Has Been.
Le groupe connaît de grosses tensions à plusieurs moments de son parcours, notamment lors de l'enregistrement de l'album de 2001, We Love Life. Cet album a d'ailleurs failli pour cette raison ne jamais voir le jour. Le groupe est séparé de facto pendant de nombreuses années, même si aucune annonce n'a été faite.
En septembre 2006, sortie d'une compilation The Peel Sessions regroupant des enregistrements de titres de Pulp de 1982 à 2002 dans le show de John Peel sur BBC Radio1.
Le fondateur du groupe Jarvis Cocker sort en octobre 2006 son premier album solo, qui a pour titre son prénom, Jarvis, pour sous-entendre, a-t-il dit dans un entretien, qu'on peut désormais l'appeler par son nom, car sa musique lui ressemble enfin. Celle-ci s'avère plus minimaliste que celle de Pulp, alternant ballades pop et chansons plus punk. Bien qu'il ait déçu des fans, l'opus garde la qualité d'écriture des albums de Pulp. Jarvis Cocker a d'ailleurs écrit plusieurs titres du premier album de Charlotte Gainsbourg, la fille de son idole d'outre-Manche. Il a par ailleurs effectué avec Kid Loco une reprise de Serge Gainsbourg, Je suis venu te dire que je m'en vais, réécrite en anglais pour l'occasion.

### Retour (depuis 2010)
Le 15 novembre 2010, le magazine musical anglais NME fait sa couverture sur le retour de Pulp, en annonçant leur reformation et leur participation à des festivals en 2011. Le 25 mai 2011 le groupe donne un concert à Toulouse au Bikini, prestation discrète servant de dernière répétition avant la tournée démarrant à Barcelone, en Espagne.
Le 28 janvier 2013 voit la sortie d'un nouveau single intitulé After You, premier single depuis 2002, il est produit avec l'aide de James Murphy.
En mai 2015, une plaque commémorative est érigée en l'honneur du groupe, au Leadmill, de Sheffield. Les membres Jarvis Cocker, Nick Banks, Steve Mackey, Candida Doyle et Mark Webber étaient présents à la cérémonie.
Le 25 juillet 2022, Jarvis Cocker laisse entendre que le groupe se reforme une nouvelle fois en 2023. C'est officialisé le lendemain. Le 28 octobre 2022, le groupe annonce officiellement sur twitter les dates de sa tournée au Royaume-Uni et en Irlande. La mort du bassiste Steve Mackey à l'âge de 56 ans est annoncée le 2 mars 2023.
Le 10 avril 2025, le groupe annonce la sortie d'un huitième album - enregistré en trois semaines à Londres en novembre et décembre 2024 : More. Le single Spike Island, est prévue le 6 juin 2025.
Le groupe donne un concert à la Route du Rock à Saint-Malo le 15 août 2025.

## Membres

### Anciens membres
- Jarvis Cocker – chant, guitare, claviers (1978–2002, 2011–2013)
- Candida Doyle – claviers, organe, chant (1984–1986, 1987–2002, 2011–2013)
- Nick Banks – batterie, percussions (1986–2002, 2011–2013)
- Steve Mackey – basse (1988–2002, 2011–2013)
- Mark Webber – guitare, claviers (1995–2002, 2011–2013)
- Peter Dalton – guitare, claviers, chant (1978-1982)
- Ian Dalton – percussions (1978–1979)
- David 'Fungus' Lockwood – basse (1979)
- Mark Swift – batterie, percussions (1979–1980)
- Philip Thompson – basse (1979–1980)
- Jimmy Sellars – batterie (1980–1981)
- Jamie Pinchbeck – basse (1980–1982)
- Wayne Furniss – batterie, guitare (1981–1982)
- David Hinkler – claviers, organe, trombone, guitare (1982–1983)
- Simon Hinkler – basse, guitare, claviers, piano (1982–1983)
- Peter Boam – basse, guitare, batterie, claviers (1982–1983)
- Tim Allcard – claviers, saxophone, poésie, batterie (1983–1984)
- Michael Paramore – batterie, percussion (1983)
- Magnus Doyle – batterie, claviers (1983–1986)
- Russell Senior – guitare, violon, chant (1983–1997, 2011)
- Peter Mansell – basse (1983–1986)
- Captain Sleep – claviers (1986–1987)
- Steven Havenhand – basse (1986–1988)
- Antony Genn – basse (1988)

### Membres additionnels
- Saskia Cocker – chœurs (1982–1983, 2012)
- Jill Taylor  – chœurs (1982–1983, 2012)
- Richard Hawley – guitare (1998–2002, 2011–2012)
- Garry Wilson – batterie (1982–1983)
- Leo Abrahams – guitare (2011–2013)
- Jean Cook  – violon (2012)

## Discographie

### Albums studio
- 1983 - It
- 1987 - Freaks
- 1992 - Separations
- 1994 - His 'N' Hers
- 1995 - Different Class
- 1998 - This Is Hardcore
- 2001 - We Love Life
- 2025 - More

### Compilations
- 1993 : Intro - The Gift Recordings (compilation comprenant les trois singles enregistrés par le groupe entre Separations (1992) et His 'N' Hers (1994))
- 1994 : Masters of the Universe (compilation comprenant les quatre singles enregistrés par le groupe entre leurs deux premiers albums It (1983) et Freaks (1987))
- 1996 : Countdown 1992-1983 (double album compilant les trois premiers albums du groupe)
- 1998 : Pulp Goes to the Disco (compilation des titres disco du groupe)
- 1998 : Freshly Squeezed...The Early Years (compilation des trois premiers albums du groupe pour le marché américain uniquement=
- 1998 : Primal - The Best of the Fire Years 1983-1992 (compilation des premiers albums du groupe)
- 2000 : Pulped (coffret comprenant les trois premiers albums du groupe ainsi que la compilation de singles Masters of the Universe)
- 2002 : Hits (compilation couvrant la période 1993-2002, avec un titre inédit)
- 2006 : The Peel Sessions

### Singles
- 1983 : My Lighthouse
- 1983 : Everybody's Problem
- 1985 : Little Girl (With Blue Eyes)
- 1986 : Dogs Are Everywhere
- 1987 : They Suffocate at Night
- 1987 : Master of the Universe
- 1991 : My Legendary Girlfriend
- 1991 : Countdown
- 1992 : O.U. (Gone, Gone)
- 1992 : Babies
- 1993 : Razzmatazz #80 UK
- 1993 : Lipgloss #50 UK
- 1994 : Do You Remember the First Time? #33 UK
- 1994 : The Sisters EP #19 UK
- 1995 : Common People #2 UK
- 1995 : Mis-Shapes/Sorted for E's & Wizz #2 UK
- 1995 : Disco 2000" #7 UK
- 1996 : Something Changed #10 UK
- 1997 : Help the Aged #8 UK
- 1998 : This is Hardcore #12 UK
- 1998 : A Little Soul #22 UK
- 1998 : Party Hard #29 UK
- 2001 : Sunrise/The Trees #23 UK
- 2002 : Bad Cover Version #27 UK
- 2013 : After You
- 2025 : Spike Island

### Filmographie
- 2014 : Pulp: A Film About Life, Death and Supermarkets, de Florian Habicht, Pistachio Pictures